# 馬場憲治 (板金塗装職人)

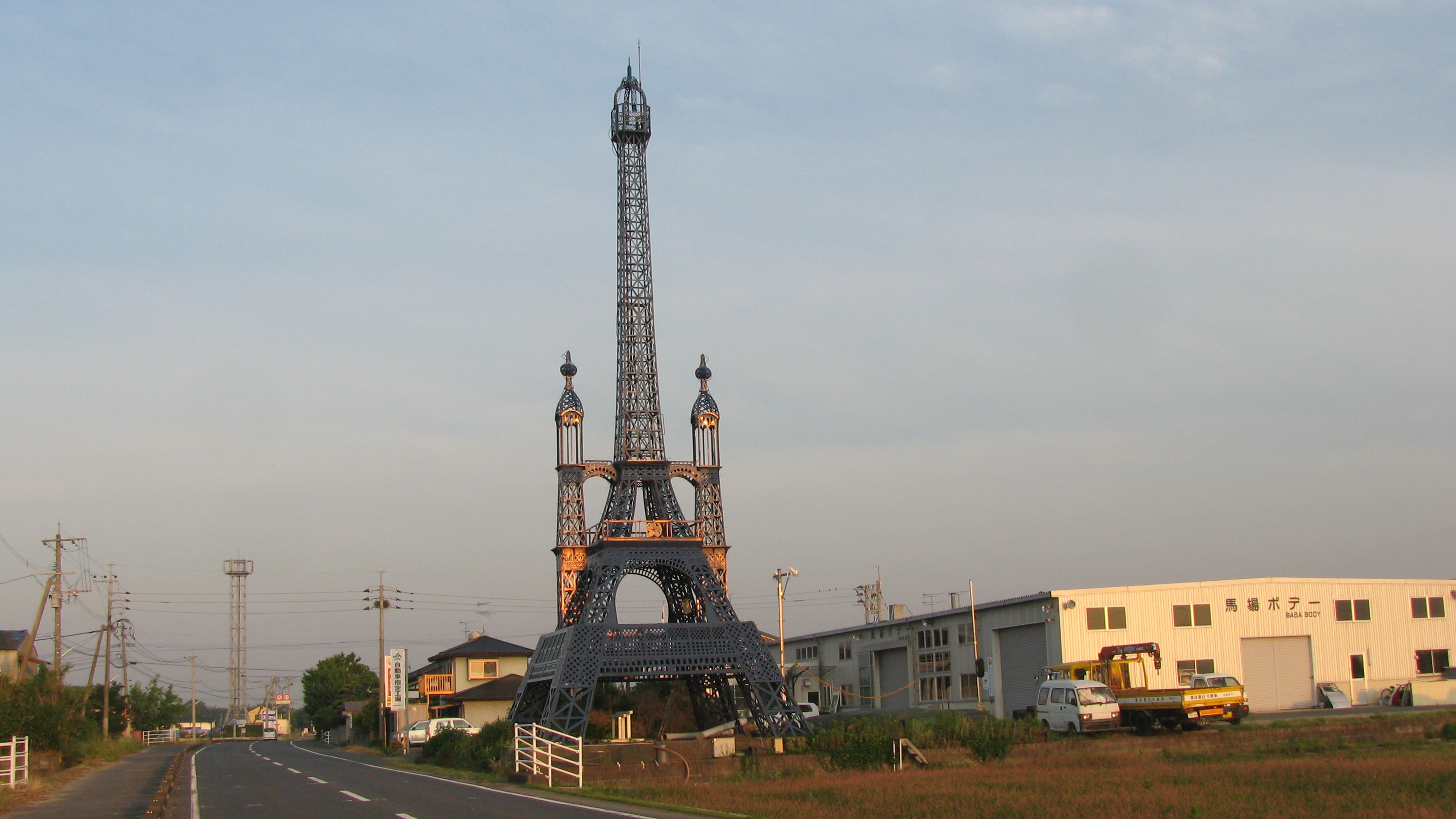
佐賀県道48号佐賀外環状線沿いに建つ佐賀エッフェル塔

馬場 憲治（ばば けんじ、1948年 - ）は、佐賀県神埼郡三田川町（現：吉野ヶ里町）出身の板金塗装職人。
板金、塗装、塗料の1級技能士や2級自動車整備士免許など26の国家資格を持つ技術者でミニエッフェル塔の建造や映画の撮影で使用したゼロ戦模型の復元などで知られる。また、発明家、現代アート作家、山伏、陸上競技選手としての顔も持つ。有限会社馬場ボデー代表取締役。

## 来歴
佐賀県神埼郡三田川町出身。佐賀実業高校（現：佐賀学園高校）卒業後、同じく技術者だった父の勧めで福岡県の車体メーカーに就職。3年間ひたすら鉄板打ちに明け暮れ技術を磨く。5年間の修業の後、故郷に戻り馬場ボデーを創業し独立する。フランス旅行で目にしたエッフェル塔の完成度と形の美しさに刺激され、板金技術の腕試しも兼ねて1982年に工場の敷地内に約17メートルのエッフェル塔を建設する。この初代の塔は吉野ヶ里歴史公園の整備に伴い工場を移転した時に解体したが、移転先の神埼郡神埼町（現：神埼市）で「不況で暇だったから」という理由で再度建造を開始。本家フランスでは資金難で断念した改修計画の設計図を元に両わきの小タワーも含めて約22メートルサイズで建設、6年の歳月をかけ1999年に完成させた。
その後、佐賀商業高校出身のプロ野球選手・石丸進一をモデルにした映画『人間の翼』のロケで使われたゼロ戦の模型を、映画上映10年、戦後60年の節目に復元する計画が持ち上がり、俳優の藤岡弘、漫画家の松本零士らによる復元実行委員会から復元作業の依頼を受け、父が海軍でゼロ戦の整備に携わっていたこともありこれを快諾。父親が残した尺寸で書かれた設計図と、福岡県の元兵士らで組織する「ゼロ戦会」から贈られた当時の詳細な設計図を元に、ベニヤ製だった模型をジュラルミン製に改良しコックピットも忠実に再現。さらにエンジン代わりの発動機も取り付けプロペラが回るようにして約2年の歳月をかけ完成させた。
全長10m、両翼の幅は12mの実物大で、機首に搭載された発動機によってエンジン音を響かせるこの模型機は高い完成度を誇り、青森県三沢市の青森県立三沢航空科学館に展示された際には約2年間で10万人の見学者が訪れた。その後、映画『永遠の0』の撮影にも使われている。

## 多彩な才能
1984年に階段昇降車イスの開発で国際的に特許を取得したほか、シャボン玉製造器などを開発した。また芸術面では1986年にスプレー画で日仏現代美術展に入選。スポーツでは交通事故後のリハビリをきっかけで始めた棒高跳で1998年に沖縄で開催されたアジアベテランズ陸上大会（男子50-55歳の部）で2位、2002年には中国・大連で開催されたアジアマスターズ陸上競技大会（男子50-54歳の部）で優勝している。